# Neptune Beach
Neptune Beach ist eine Stadt im Duval County im US-Bundesstaat Florida. Das U.S. Census Bureau hat bei der Volkszählung 2020 eine Einwohnerzahl von 7.217 ermittelt.

## Geographie
Neptuna Beach liegt direkt am Atlantik sowie am Intracoastal Waterway und grenzt an die Städte Jacksonville, Atlantic Beach und Jacksonville Beach.

## Demographische Daten
Laut der Volkszählung 2010 verteilten sich die damaligen 7037 Einwohner auf 3493 Haushalte. Die Bevölkerungsdichte lag bei 1117 Einw./km². 94,6 % der Bevölkerung bezeichneten sich als Weiße, 1,2 % als Afroamerikaner, 0,4 % als Indianer und 1,0 % als Asian Americans. 0,8 % gaben die Angehörigkeit zu einer anderen Ethnie und 2,1 % zu mehreren Ethnien an. 4,0 % der Bevölkerung bestand aus Hispanics oder Latinos.
Im Jahr 2010 lebten in 22,6 % aller Haushalte Kinder unter 18 Jahren sowie 21,2 % aller Haushalte Personen mit mindestens 65 Jahren. 55,5 % der Haushalte waren Familienhaushalte (bestehend aus verheirateten Paaren mit oder ohne Nachkommen bzw. einem Elternteil mit Nachkomme). Die durchschnittliche Größe eines Haushalts lag bei 2,20 Personen und die durchschnittliche Familiengröße bei 2,78 Personen.
18,7 % der Bevölkerung waren jünger als 20 Jahre, 30,1 % waren 20 bis 39 Jahre alt, 31,2 % waren 40 bis 59 Jahre alt und 19,9 % waren mindestens 60 Jahre alt. Das mittlere Alter betrug 41 Jahre. 51,0 % der Bevölkerung waren männlich und 49,0 % weiblich.
Das durchschnittliche Jahreseinkommen lag bei 62.407 $, dabei lebten 6,7 % der Bevölkerung unter der Armutsgrenze.
Im Jahr 2000 war Englisch die Muttersprache von 95,71 % der Bevölkerung, spanisch sprachen 3,24 % und 1,05 % hatten eine andere Muttersprache.

## Wirtschaft
Eine nennenswerte Industrie gibt es nicht. Die hauptsächlichen Beschäftigungszweige sind: Ausbildung, Gesundheit und Soziales (18,2 %), Wissenschaft und Verwaltung (13,9 %), Finanzen, Versicherungen und Immobilien (13,5 %), Kunst, Unterhaltung, Sport und Restaurants (11,3 %).

## Schulen
- Neptune Beach Elementary School mit über 1000 Schülern
- Beaches Chapel School
- Christ United Methodist Kinder
- The Red School House
- Duncan U. Fletcher High School mit über 2000 Studenten

## Verkehr
Die Stadt wird von den Florida State Roads A1A und 10 durchquert bzw. tangiert.
Die nächsten Flughäfen sind der 10 Kilometer westlich gelegene Jacksonville Executive at Craig Airport sowie der 40 Kilometer nordwestlich gelegene Jacksonville International Airport.

## Kriminalität
Die Kriminalitätsrate lag im Jahr 2010 mit 300 Punkten (US-Durchschnitt: 266 Punkte) im durchschnittlichen Bereich. Es gab einen Mord, eine Vergewaltigung, drei Raubüberfälle, 17 Körperverletzungen, 44 Einbrüche, 257 Diebstähle, zwölf Autodiebstähle und eine Brandstiftung.